# Landgraviat de Haute-Alsace
Pour les articles homonymes, voir Haute-Alsace.
XIIe siècle – 1648
Entités précédentes :
- Duché de Souabe (comté de Sundgau)
- Comté de Ferrette

Entités suivantes :
- Royaume de France (province d'Alsace)

Le landgraviat de Haute-Alsace (en allemand : Landgrafschaft Oberelsass, en latin :  Landgraviatus Alsatiae superioris) est une ancienne subdivision territoriale et politique du Saint-Empire romain germanique pour représenter le pouvoir impérial dans le sud de la plaine d'Alsace.
Initié au début du XIIe siècle par l’empereur Lothaire de Supplinbourg pour diminuer l'influence de la famille des Hohenstaufen dans la région, le landgraviat est mentionné en 1188. Il remplace le comté de Sundgau pour organiser les différentes seigneuries et cités-États situées en Haute-Alsace. Son administration est confiée à la famille des Habsbourg qui rattache au territoire le comté de Ferrette qu'elle a obtenu en 1324 par héritage.
À la suite des traités de Westphalie de 1648, le royaume de France annexe la Haute-Alsace qui devient une possession personnelle du Roi. Avec la Basse-Alsace qui est rattachée au territoire français en 1680, elle constitue la province d'Alsace jusqu’à la Révolution française et la création du département du Haut-Rhin en 1790.